# Lemonias caliginea
Lemonias caliginea is een vlindersoort uit de familie van de prachtvlinders (Riodinidae), onderfamilie Riodininae.
Lemonias caliginea werd in 1867 beschreven door Butler.